# 未來戰士：黑暗命運
是一部2019年美國科幻動作片，由提姆·米勒執導，大衛·S·高耶、賈斯汀·羅德斯和比利·雷編劇。詹姆斯·卡梅隆和大衛·埃利森擔任監製。
本片為「未來戰士電影系列」的第六部電影，且在故事設計上被官方公告為1984年電影《未來戰士》和1991年電影《未來戰士續集》的直接續集，卡梅隆形容《未來戰士3：殲滅者TX》（2003年）、《未來戰士2018》（2009年）、《终结者：创世纪》（2015年）和電視劇《新未來戰士》（2008年至2009年）都定調為其他時間線的平行宇宙故事。電影主演包括琳達·漢彌頓、阿諾·史瓦辛格、麥坎西·黛維斯、娜塔莉亞·雷耶斯、蓋布瑞·盧納和迪亞哥·伯尼塔。
《未來戰士：黑暗命運》由派拉蒙影業負責北美發行，華特迪士尼工作室電影則負責除中國大陸外的國際發行，並於2019年11月1日在美國上映。

## 劇情
《魔鬼終結者2》發生3年後的1998年，莎拉·康纳帶着兒子约翰·康纳隱居在危地马拉利文斯顿以躲避天網的追殺，但天網在未知時空派來的某一台T-800仍成功當着莎拉面前徹底「終結」約翰，以致令未來產生變化。
22年後，在2020年的墨西哥城，一個單親家庭長大的女子丹妮娜·拉莫與弟弟迪亞哥·拉莫道別父親後到汽車工廠上班，但發現廠主正準備引入更多的機械取代人力兼影響迪亞哥的工作而苦惱，突然一個從未來傳送到2020年，偽裝成丹妮娜父親的新型終結者Rev-9準備殺死丹妮娜之際，另一個自稱來自未來的神秘女性葛蕾絲出手阻止Rev-9並協助丹妮娜姐弟駕車逃走；Rev-9脫身後也奪車繼續追殺，利用自身合金內骨架和液態金屬身軀可完全分離作戰的優勢，不但成功攔截葛蕾絲的車，還於開車撞死迪亞哥後將葛蕾絲和丹妮娜包圍。
在二人一籌莫展之勢，一位身份不明的老婦人駕車攔截、以自動散彈槍和火箭筒分別擊倒Rev-9的液態金屬身軀以及內骨骼，葛蕾絲二人却开她的車逃走，但葛蕾絲突然因剛才的戰鬥而嚴重過熱兼暈眩，所以到了一間藥房取藥以製造血清素以回復狀態；該名老婦人隨後趕到藥房，帶二人到自己在墨西哥偏遠地區的房子休養；在治療葛蕾絲時二人發現她的傷口內出現金屬配件而發現她亦非同尋常。在葛蕾絲回復清醒後，老婦人表明她就是莎拉·康納，因為兒子被終結者殺害後的二十多年內，透過不定期的神秘訊息狩獵其他錯誤配送的終結者為生；而葛蕾絲也表示自己是因未來對抗新型軍事人工智能「魔鬼軍團」而身受重傷、改造成能與終結者直接對抗的半生化人，並為了保護未來將成為新反抗軍領袖的丹妮娜而回到2020年。葛蕾絲也透過莎拉的手機發現這些神秘訊息的發送地都是在美國德克薩斯州拉雷多市郊區，因此三人決定尋找丹妮娜的舅父協助他們偷渡到美墨邊境圍牆的美國境內去尋找發出訊息的神秘人，但不料Rev-9侵入墨西哥城的RATHIUM数据中心，通过监控攝影機找到三人行踪，而后伪装侵入美军某座无人机作战与空中监控基地，操作一架無人機攻擊三人，以及向美國邊境巡邏隊洩漏情報，導致丹妮娜一行人被美國邊境巡邏隊拘捕並扣留。Rev-9隨後到達拘留中心繼續追殺丹妮娜，但因在追殺行動中葛蕾絲製造大量混亂而讓三人成功逃出。
三人隨後駕駛直升機到達神秘訊息的發送處內找到一所村屋，其屋主正是「終結」約翰的T-800終結者，面對殺子兇手的莎拉一時陷入滿腔怒火，直到葛蕾絲和丹妮娜阻止才勉強收手，該終結者自稱為卡爾，並表示自己在完成殺死約翰的任務後因為沒再收到天網給予的任何指令而獲得自由，期間他救出遭受家暴的婦人艾莉西亞和她的孩子，並成為艾莉西亞的第二任丈夫；其後在20年內不斷學習如何成為人類而變得具有人性，並利用自己能感受時空交叉出現的震波所獲得的位置標記以協助莎拉獵殺其他錯誤派送的終結者以維持她的生活目標，四人決定以丹妮娜作誘餌以吸引Rev-9，並利用電磁脈衝武器將其徹底摧毀，隨後駕車到美國某處空軍基地附近的一所廢棄廠房，聯繫莎拉在空軍的線人迪恩少校取得軍方秘密研製的電磁脈衝手榴彈作為獵殺Rev-9的關鍵武器；突然駕駛警用直升機的Rev-9找到了眾人的藏身地點並展開突襲，眾人只好臨時改變計畫並駕車衝入空軍基地，並利用迪恩少校的影響力臨時取得一架C-5運輸機使用權和一支F-35閃電II戰鬥機的小隊支援他們撤退，但陰魂不散的Rev-9搶走一架KC-10加油機直接撞向運輸機後跳進運輸機內，三名女子只好利用運輸機內用來傘降的悍馬車逃出運輸機，卡爾則在運輸機內與Rev-9搏鬥，跟運輸機一起掉進水庫後，Rev-9分開骨架和身軀來弄斷卡爾的左手。
悍馬車降落在一處水壩當中並掛在水庫邊，葛蕾絲發現Rev-9上來後讓悍馬車掉進水庫，Rev-9在水庫內攻擊莎拉和丹妮娜時，丹妮娜拉出車內的降落傘把Rev-9扯走。三名女子上岸後，卡爾亦跟她們匯合。由於電磁脈衝手榴彈在之前的突襲當中損壞，於是眾人利用這個水壩內的發電機廠房作為與Rev-9的最終決鬥地點，Rev-9進入廠房後與四人在決鬥，在戰鬥中四人合作兼使出渾身解數才把Rev-9扯入一座高速運行的大型發電機中，其引發的連鎖效應導致發電機爆炸把四人擊昏，但Rev-9在這種爆炸中只是被徹底炸毀整個液態金屬身軀以及內骨骼右臂，而殘存的內骨骼仍然能繼續追殺丹妮娜，身受重傷的葛蕾絲犧牲自己讓丹妮娜取出其維持生命的釷離子高壓電池充當能製造強大電磁脈衝的武器，但丹妮娜面對破損不堪的Rev-9仍力不從心，所幸卡爾在聽到莎拉的呼喚聲而立即甦醒並拉扯Rev-9，丹妮娜趁機把高壓電池插進Rev-9左眼，卡爾為了保護莎拉和丹妮娜，以及贖罪而決定犧牲自己，拉着Rev-9一起墜入一旁的大坑當中，隨著該高壓電池的電壓不斷升高，卡爾在自己的皮肉被全部燒毀前對莎拉說了一句「為了約翰」而決心卡死Rev-9，而高壓電池的電壓失控導致的電磁脈衝把兩個時空兼同為殲滅未來人類反抗軍領袖的兩任終結者同時摧毀。
幾天後，莎拉和丹妮娜來到美國看看年輕時的葛蕾絲，丹妮娜發誓不讓葛蕾絲重複這種黑暗命運，於是二人駕車到某處為未來註定的命運做好準備。

## 演員
| 演員                                | 角色                                           | 備註 |
| 琳達·漢彌頓 Linda Hamilton          | 莎拉·康納 Sarah Connor                         | 約翰的母親，現以狩獵終結者為目標的老婦人。 |
| 潔西·費雪 Jessi Fisher              | 莎拉·康納 Sarah Connor                         | 約翰的母親，現以狩獵終結者為目標的老婦人。 |
| 阿諾·史瓦辛格 Arnold Schwarzenegger | T-800「101型號」／卡爾 T-800 "Model 101"／Carl | 被天網派來追殺約翰任務的終結者。因完成任務後失去生存目標，二十年來融入人類生活，學習人類的情感，因此有了自我意識，還有了家人。外皮因隱居多年而老化，自願幫助莎拉。                                     |
| 布雷特·阿扎爾 Brett Azar            | T-800「101型號」／卡爾 T-800 "Model 101"／Carl | 被天網派來追殺約翰任務的終結者。因完成任務後失去生存目標，二十年來融入人類生活，學習人類的情感，因此有了自我意識，還有了家人。外皮因隱居多年而老化，自願幫助莎拉。                                     |
| 麥坎西·黛維斯 Mackenzie Davis       | 葛蕾絲 Grace                                   | 為了保護年輕時的丹妮而從未來前來現在的強化人戰士。擁有比一般正常人類更強大的力量、速度。 |
| 史蒂芬妮·吉爾 Stephanie Gil         | 葛蕾絲 Grace                                   | 為了保護年輕時的丹妮而從未來前來現在的強化人戰士。擁有比一般正常人類更強大的力量、速度。 |
| 娜塔莉亞·雷耶斯 Natalia Reyes       | 丹妮拉·「丹妮」·拉莫斯 Daniella "Dani" Ramos   | 被Rev-9追殺的少女，日後將成為反抗軍的新領袖。 |
| 蓋布瑞·盧納 Gabriel Luna            | Rev-9                                          | 被未來的魔鬼軍團派來追殺丹妮的高階終結者，同時還擁有近似人類的思維，心思縝密外更是詭計多端、陰險狡猾，擁有極強的模仿能力，被模仿對象將被終結，能將自身固體的內骨骼及液態金屬的「身體」分離並自主行動。 |
| 迪亞哥·伯尼塔 Diego Boneta          | 迪亞哥·拉莫斯 Diego Ramos                      | 丹妮的弟弟。 |
| 艾莉西亞·博拉切羅 Alicia Borrachero | 艾莉西亞 Alicia                                | 卡爾的妻子。 |
| 史蒂文·克瑞 Steven Cree             | 瑞比 Officer Rigby                             | 押送莎拉的警官。 |
| 安立奎·阿爾塞 Enrique Arce          | 拉莫斯先生 Mr. Ramos                           | 丹妮和迪亞哥的父親。 |
| 湯姆·霍珀 Tom Hopper                | 哈德雷爾 Hadrell                               | 葛蕾絲在反抗軍的司令。 |
| 佛雷瑟·詹姆士 Fraser James          | 迪恩少校 Major Dean                            | 莎拉在軍方的盟友。 |
| 艾德華·福隆 Edward Furlong          | 約翰·康納 John Connor                          | 莎拉的兒子，原是未來人類反抗軍的領袖，但仍在1998年被天網「終結」而改變一切。 |
| 裘德·柯林 Jude Collie               | 約翰·康納 John Connor                          | 莎拉的兒子，原是未來人類反抗軍的領袖，但仍在1998年被天網「終結」而改變一切。 |

## 製作

### 發展
2013年12月，據《好萊塢報導》報導正在製作一部電視影集，這將與新的《未來戰士》三部曲聯繫起來。2014年9月5日，派拉蒙影業宣佈《未來戰士：創世智能》將成為新的獨立三部曲中的第一部電影，兩部續集將於2017年5月19日和2018年6月29日上映。2015年2月24日，史瓦辛格透露他將回歸第一部電影。2015年6月，天空之舞製片公司執行長大衛·埃利森（David Ellison）和營運長達娜·戈德堡（Dana Goldberg）在柏林推廣《未來戰士：創世智能》時表示，衍生的電視影集仍在開發中。
2015年10月1日，《好萊塢報導》報稱由於《未來戰士：創世智能》票房不佳，續集和衍生的電視影集將無限期擱置。2015年10月6日，戈德堡表示儘管《未來戰士：創世智能》在國內表現令人失望，但公司對其全球票房感到滿意，而且仍打算製作新的電影和電視影集。2016年1月，派拉蒙影業宣佈將續集從日程表上撤下。2016年4月，艾蜜莉·克拉克表示她不會回歸出演任何續集電影。
2017年1月20日，據《Deadline》報導詹姆斯·卡麥隆將於2019年重新獲得該系列的電影版權，並將製作下一部《未來戰士》電影。天空之舞的埃利森將繼續參與製作，並打算聘請提姆·米勒執導電影。
2017年3月21日，埃利森接受Collider網站採訪時透露，今年年底之前將會有一個關於該系列的未來的通告，並表示這將是「粉絲從《未來戰士續集》開始想要的延續。」2017年4月3日，史瓦辛格表示，他期待著參演另一部《未來戰士》電影。2017年7月，卡麥隆說他正在與埃里森一起製作電影三部曲並對其進行監督，目的是讓史瓦辛格參與到一定程度，還會引入新角色和「傳遞接力棒」。史瓦辛格後來被證實回歸飾演T-800。

### 前期製作
2017年9月12日，天空之舞證實米勒將執導新的《未來戰士》電影。由大衛·S·高耶、賈斯汀·羅德斯（Justin Rhodes）、查爾斯·H·埃格利以及《新未來戰士》的創作者喬許·傅利曼組成的編劇室是為了在卡麥隆和米勒的監督下創作三部曲的故事而成立的。該製作正在尋找一位18至20歲的女性作為故事的新核心部分。2018年1月，高耶向爛番茄透露他的劇本草稿已經完成。2018年3月8日，宣佈麥坎西·黛維斯加盟電影。由於選角尚未敲定，預計拍攝時間從3月移至6月。

### 選角
2017年5月，史瓦辛格確認他將出現在下一部《未來戰士》電影中，卡梅倫負責監督製作。同年9月，宣佈琳達·漢彌頓繼《未來戰士續集》後回歸飾演角色莎拉·康納。2018年3月，宣佈麥坎西·黛維斯加盟電影。2018年4月，迪亞哥·伯尼塔、娜塔莉亞·雷耶斯和蓋布瑞·盧納加盟電影並擔任主要角色。2018年6月，裘德·柯林（Jude Collie）加盟擔任年幼的約翰·康納的替身，而布雷特·阿扎爾（Brett Azar）繼《未來戰士：創世智能》後再度擔任T-800的替身。2019年7月，卡麥隆在聖地亞哥國際漫畫展上確認艾德華·福隆繼《未來戰士2》後回歸飾演角色約翰·康納。福隆後來宣布他在電影中的戲份很少。

### 拍攝
製作最初計劃於2018年3月開始，但由於選角關係而延遲。 拍攝預計將於5月開始，並在11月結束。拍攝地點包括匈牙利、英國、西班牙和墨西哥。主體拍攝於2018年6月4日在西班牙阿爾梅里亞伊斯勒塔德摩羅進行，暫定名稱為「未來戰士6：鳳凰」（Terminator 6: Phoenix）。之後於匈牙利布達佩斯的Origo製片廠拍攝一個月，然後在美國拍攝了其餘的部分。2018年7月30日，史瓦辛格正式開始在布達佩斯拍攝他的戲份。2018年10月中旬移至美國拍攝。2018年10月28日史瓦辛格完成拍攝。拍攝於2018年11月初完成。

### 後期製作
2019年2月，卡梅隆接受雅虎電影採訪時透露，電影目前暫名為《未來戰士：黑暗命運》（Terminator: Dark Fate），並在一個月後確認為正式片名。

## 音樂
2019年3月，宣布Junkie XL將為電影進行配樂。該片的中文版主題曲《Walk on Water》由香港歌手G.E.M.鄧紫棋作詞作曲。

## 發行
《未來戰士：黑暗命運》在美國最初定於2019年7月26日上映。2018年4月，上映日期延遲至2019年11月22日。2018年8月，美國上映日期提前至2019年11月15日。2018年10月，其上映日期又提前至2019年11月1日。
《未來戰士：黑暗命運》在中国上映时有所删减，如终结者出场时的裸体画面。

## 迴響

### 評價
爛番茄根據352條評論，持有70%的新鮮度，平均得分6.2／10，觀眾投票獲得82%的分數，平均得分為4.1／5。在Metacritic上，電影獲得54分。
普遍认为该片除了人物角色有点不同之外，故事剧情只是重复前几作的演绎。电影故事上虽有创新，但主体内容还是未来杀手回到过去，并追杀过往拯救世界的未来战士和救世主那一套，除了未来战士和救世主改为女性之外，整体剧情与前几作大同小异，缺乏惊艳效果。唯一增加刺激感的空间是加强了未来机械人杀手的威猛程度，和特效动作场景有一定的上乘水准。但对于现今电影观众长期在好莱坞电影特技的薰陶之下，已无法感到当年的震撼感，就算阿诺德·施瓦辛格和琳达·汉密尔顿重出江湖，也无法改变这个事实。

### 票房
在美國和加拿大，《未來戰士：黑暗命運》與《哈麗特》、《北極狗》、《布魯克林孤兒》同天上映並競爭，外界預估該片在首週末的票房收入約4000萬美元。該片從週四晚間的預售達235萬美元，這與《創世契機》於2015年週二晚間的230萬美元表現持平；但在首日僅賺了1060萬美元後，使週末的預估值降低至2700萬美元。《未來戰士：黑暗命運》在美國首週以2900萬美元登上當週票房冠軍，但這卻是該系列最低的成績（考慮通貨膨脹），這歸咎於平淡的評價和觀眾對該系列的發展感到失望、疲乏。由於票房未如理想，本片續作的製作計劃亦擱置。
| 上一届： 《黑魔女2》  | 2019年美國週末票房冠軍 第44週    | 下一届： 《決戰中途島》 |
| 上一届： 《黑魔后2》  | 2019年香港一週票房冠軍 第44-45週 | 下一届： 《決戰中途島》 |
| 上一届： 《雙子殺手》 | 2019年台北週末票房冠軍 第45週    | 下一届： 《決戰中途島》 |

## 魔鬼終結者3與魔鬼終結者黑暗宿命的相似之處
1. T-850和T-800都曾被天網派去刺殺約翰·康納，並且成功完成刺殺任務。
2. T-X和Rev-9都是以液態金屬包覆合金骨架製作而成。
3. T-X和Rev-9都是被電池炸死的（兩者分別是氫電池和釷離子高壓電池）。

## 備註
1. ↑  腾讯影业持有中國大陸發行權[2][3]，但依官方外片政策由中國電影集團進口，中影股份、華夏電影聯合發行。
2. ↑  依照電影上映次序。

## 外部連結
- 互联网电影数据库（IMDb）上《未來戰士：黑暗命運》的资料（英文）
- Box Office Mojo上《未來戰士：黑暗命運》的資料（英文）
- Metacritic上《未來戰士：黑暗命運》的資料（英文）
- 爛番茄上《未來戰士：黑暗命運》的資料（英文）
- AllMovie上《未來戰士：黑暗命運》的资料（英文）
- 開眼電影網上《未來戰士：黑暗命運》的資料（繁體中文）
- Yahoo奇摩電影上《未來戰士：黑暗命運》的資料（繁體中文）
- 雅虎香港電影上《未來戰士：黑暗命運》的資料（繁體中文）
- 时光网上《未來戰士：黑暗命運》的資料（简体中文）
- 豆瓣电影上《未來戰士：黑暗命運》的資料 （简体中文）